# Jesse Kerrison
Jesse Kerrison (Melbourne, 3 april 1991) is een Australisch voormalig wielrenner die in 2017 zijn carrière afsloot bij IsoWhey Sports SwissWellness.

## Carrière
In 2013 en 2014 reed Kerrison voor Team Budget Forklifts. Aan het eind van 2014 werd bekend dat hij de overstap maakte naar BMC Development Team. Met die ploeg werd hij dat jaar tweede de in de openingsploegentijdrit van de Olympia's Tour. Een jaar later won hij, in dienst van State of Matter/MAAP, de eerste etappe van de Ronde van Kumano. Door zijn overwinning nam hij de leiding in het algemeen klassement over van Takayuki Abe, die een dag eerder de proloog had gewonnen. Een dag later raakte de Australiër zijn leiderstrui echter weer kwijt aan Óscar Pujol.
In 2017 vertrok Kerrison naar IsoWhey Sports SwissWellness. Namens deze ploeg werd hij in februari zevende in de proloog van de Herald Sun Tour, waar Danny van Poppel drie seconden sneller was. In maart vertrok hij bij de ploeg en kondigde hij het einde van zijn carrière aan.

## Overwinningen
2013
6e etappe Ronde van het Taihu-meer
Jongerenklassement Ronde van het Taihu-meer
2014
1e etappe Ronde van het Taihu-meer
Ronde van Yancheng Coastal Wetlands
2016
 Australisch criteriumkampioen, Beloften
1e etappe Ronde van Kumano

## Ploegen
- 2013 –  Team Budget Forklifts
- 2014 –  Team Budget Forklifts
- 2016 –  State of Matter/MAAP
- 2017 –  IsoWhey Sports SwissWellness (tot 31-3)

Anderson · Evans · Horgan · Juel · Kauffmann · Kerrison · Loft · McCarthy · Ockerby · Prete · Vink · Williams · Windsor · Wohler
Barry · Gough · Horgan · Kerrison · Nankervis · Prete · Roe · Simpson · Talbot · Vink · Williams · Witmitz · Wohler